# Peste urbana
Peste urbana é uma doença infecciosa que afeta roedores que vivem na proximidade de seres humanos em áreas urbanas. É causada pela bactéria Yersinia pestis, a mesma que causa a peste bubônica e a peste pulmonar entre os humanos. Esta peste foi introduzida nos Estados Unidos em 1900 por navios infestados de ratos, vindos de áreas afetadas, nomeadamente da Ásia. A peste disseminou-se a partir dos ratos urbanos para espécies de roedores de zonas rurais, em especial para os cães-da-pradaria no Oeste dos Estados Unidos.

## Vetor
Os vetores mais comuns da peste urbana são o rato-doméstico, o rato-preto e as ratazanas.

## Transmissão
A peste urbana transmite-se através das picadas das pulgas.